# Prolaz Abegweit
Prolaz Abegweit je najuži dio tjesnaca Northumberland, širine oko 13 km. Nalazi se između Otoka Princa Edvarda i kopna Novog Brunswicka u Kanadi.  
Preko prolaza 1997. izgrađen je Most Konfederacije.
Naziv Abegweit dolazi od riječi jezika indijanaca Mi'kmaq za otok Princa Edvarda "Epekwit'k", a koja se predvodi otprilike kao "kolijevka na valovima".